# Дзагоев, Сосланбек Черменович
Сосланбек Черменович Дзагоев (12 февраля 1998, Владикавказ, Северная Осетия, Россия) — российский футболист, полузащитник.

## Биография
Родился и вырос во Владикавказе. Футболом начал заниматься в возрасте шести лет в ДЮСШ «Юность». Параллельно занимался борьбой, однако позже выбрал именно футбол. После «Юности» также занимался в академии казанского «Рубина». Зимой 2016 года, в возрасте 18 лет, стал игроком грузинского клуба «Цхинвали», где выступал в основном за молодёжный состав. Единственный матч за основную команду провёл 6 апреля 2016 года в матче чемпионата Грузии против «Чихуры», в котором вышел на замену на 86-й минуте. Спустя полгода, по приглашению тренера, перешёл в тбилисское «Динамо», в составе которого принимал участие в Юношеской лиге УЕФА 2016/17. 
В 2017 году провёл некоторое время в команде чемпионата Татарстана «Зеленодольск». 16 августа 2017 года был заявлен за команду «Кызылташ» для участия в Премьер-лиге Крымского футбольного союза.

## Личная жизнь
Младший брат Алан занимается футболом в академии «Ахмата».
По собственным словам, не является родственником игрока сборной России Алана Дзагоева:

 Может, какие то дальние связи у нас есть, мне об этом ничего не известно. Думаю, он мне скорее однофамилец. 
Любимый клуб — лондонский «Челси», а любимый футболист — Эден Азар.
Любимое блюдо — Осетинские пироги.
Был одним из участников проекта «Кто хочет стать легионером», выходившем на телеканале Матч ТВ.